# Harmony (Carolina del Nord)
Harmony è una città degli Stati Uniti d'America situata nella Carolina del Nord, nella Contea di Iredell.